# Römer (cràter)
Römer és un cràter d'impacte que es troba al nord del Sinus Amoris, a la secció nord-est de la Lluna, a la part sud-oest de la regió muntanyosa anomenada Montes Taurus. A l'oest-nord-oest hi ha el cràter-badia Le Monnier, a la vora est de la Mare Serenitatis.

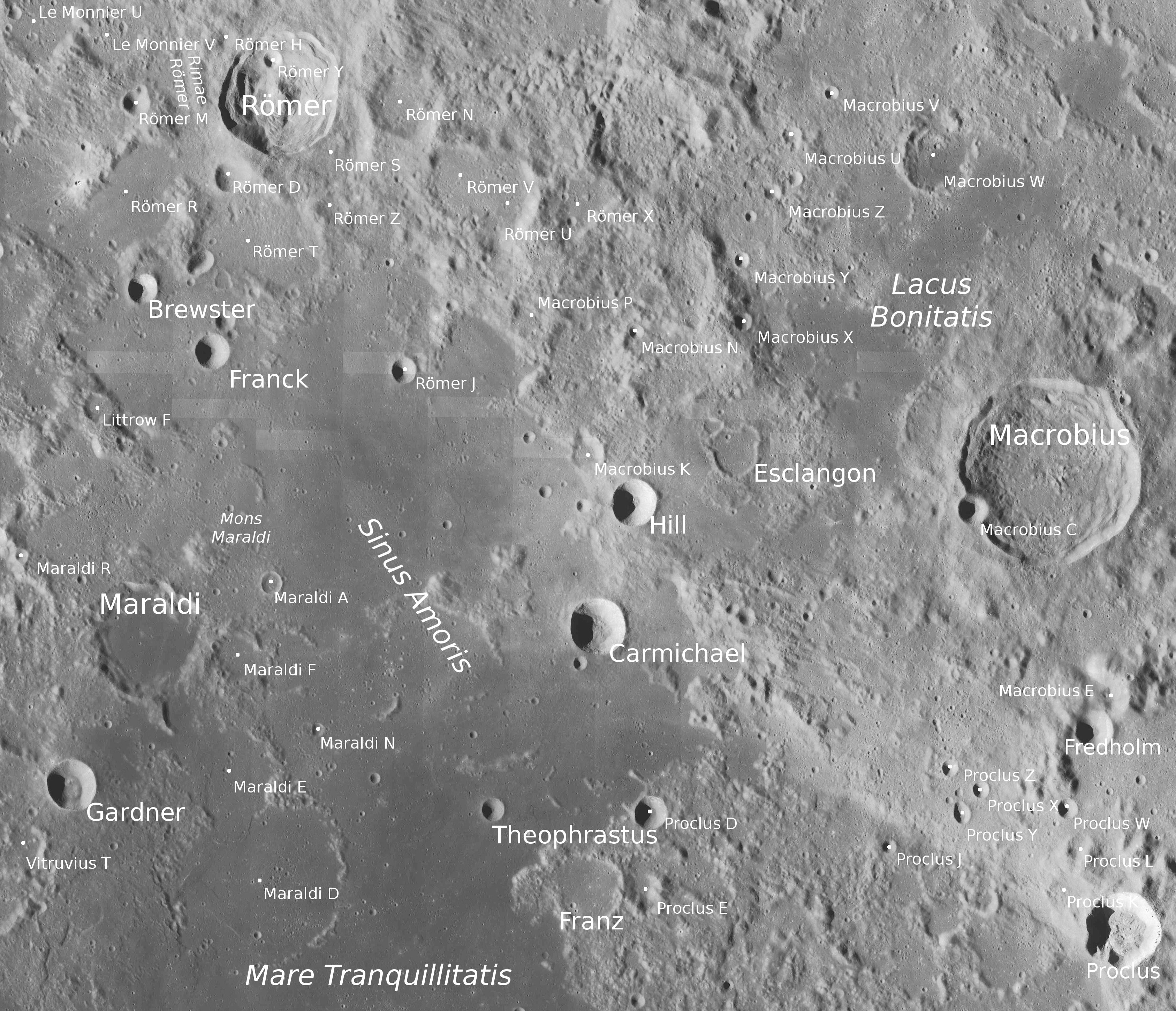
Localització de Römer (superior esquerra de la imatge)
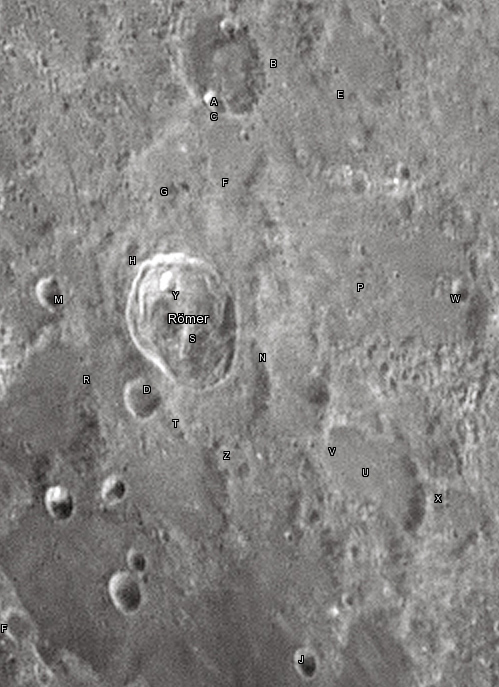
Cràters satèl·lit

La vora de Römer té parets relativament altes, amb una superfície interior amb terrasses. Presenta un petit cràter a la part nord del sòl del cràter, i un gran pic central al punt mig. Römer posseeix un sistema de marques radials, i a causa d'aquests raigs, es classifica com a part del Període Copernicà.

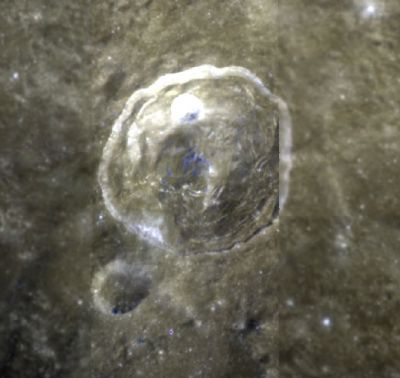
Fotografia de la Missió Clementine
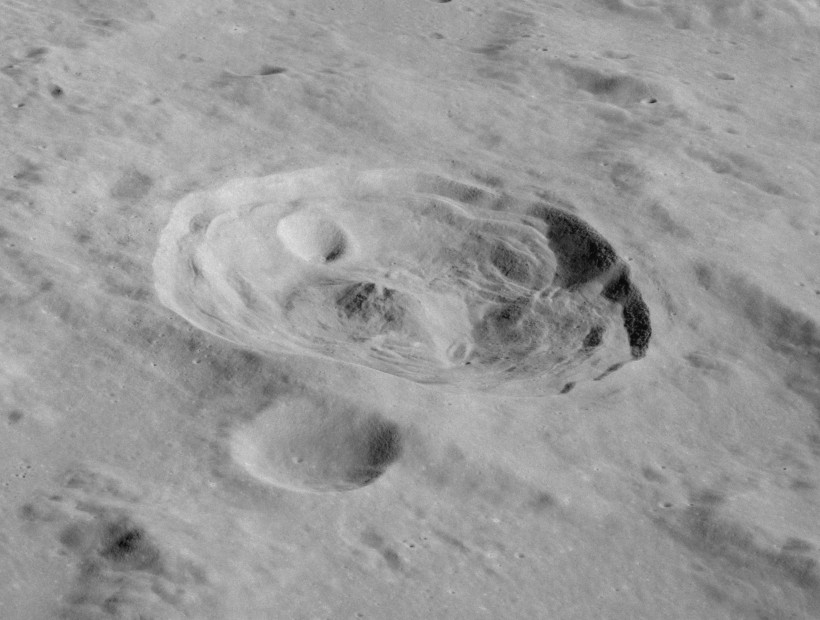
Vista obliqua des de l'Apollo 17

Al nord-oest del cràter apareix un sistema prominent d'esquerdes anomenat Rimae Römer, que segueix un curs al nord de la vora occidental del cràter, i té una longitud combinada de prop de 110 quilòmetres.

## Cràters satèl·lit
Per convenció aquests elements són identificats en els mapes lunars posant la lletra en el costat del punt central del cràter que està més proper a Römer.
| Römer | Coordenades                          | Diàmetre            |
| ----- | ------------------------------------ | ------------------- |
| A     | 28° 06′ N, 37° 06′ E / 28.1°N,37.1°E | 35 km               |
| B     | 28° 36′ N, 38° 12′ E / 28.6°N,38.2°E | 20 km               |
| C     | 27° 42′ N, 37° 00′ E / 27.7°N,37.0°E | 8 km                |
| D     | 24° 30′ N, 35° 48′ E / 24.5°N,35.8°E | 13 km               |
| E     | 28° 30′ N, 39° 12′ E / 28.5°N,39.2°E | 31 km               |
| F     | 27° 06′ N, 37° 12′ E / 27.1°N,37.2°E | 22 km               |
| G     | 26° 48′ N, 36° 12′ E / 26.8°N,36.2°E | 14 km               |
| H     | 25° 54′ N, 35° 42′ E / 25.9°N,35.7°E | 6 km                |
| J     | 22° 24′ N, 37° 54′ E / 22.4°N,37.9°E | 8 km                |
| K     | Reanomenat Franck                    | Reanomenat Franck   |
| L     | Reanomenat Brewster                  | Reanomenat Brewster |
| M     | 25° 18′ N, 34° 36′ E / 25.3°N,34.6°E | 10 km               |
| N     | 25° 18′ N, 38° 00′ E / 25.3°N,38.0°E | 26 km               |
| P     | 26° 30′ N, 39° 36′ E / 26.5°N,39.6°E | 61 km               |
| R     | 24° 12′ N, 34° 36′ E / 24.2°N,34.6°E | 42 km               |
| S     | 24° 54′ N, 36° 48′ E / 24.9°N,36.8°E | 44 km               |
| T     | 23° 36′ N, 36° 06′ E / 23.6°N,36.1°E | 47 km               |
| U     | 24° 18′ N, 39° 06′ E / 24.3°N,39.1°E | 28 km               |
| V     | 24° 30′ N, 38° 36′ E / 24.5°N,38.6°E | 28 km               |
| W     | 26° 24′ N, 40° 24′ E / 26.4°N,40.4°E | 7 km                |
| X     | 24° 18′ N, 40° 06′ E / 24.3°N,40.1°E | 22 km               |
| Y     | 25° 42′ N, 36° 18′ E / 25.7°N,36.3°E | 7 km                |
| Z     | 24° 06′ N, 36° 54′ E / 24.1°N,36.9°E | 12 km               |